# Wickham and Knowle
Wickham and Knowle är en civil parish i distriktet Winchester, Storbritannien. Den ligger i grevskapet Hampshire och riksdelen England, i den södra delen av landet, 100 km sydväst om huvudstaden London. Det inkluderar Wickham och Knowle. Civil parish hade 4 441 invånare år 2021.